# Петровский сельсовет (Хомутовский район)
Петро́вский сельсовет — муниципальное образование со статусом сельского поселения в Хомутовском районе Курской области Российской Федерации.
Административный центр — село Поды.

## История
Статус и границы сельсовета установлены Законом Курской области от 21 октября 2004 года № 48-ЗКО «О муниципальных образованиях Курской области».
Законом Курской области от 26 апреля 2010 года № 26-ЗКО в состав сельсовета включены населённые пункты упразднённых Подовского и Луговского сельсоветов.

## Население
| 2002 | 2010 | 2012 | 2013 | 2014 | 2015 | 2016 |
| ---- | ---- | ---- | ---- | ---- | ---- | ---- |
| 547  | ↗743 | ↘690 | ↘641 | ↘607 | ↘565 | ↘551 |
| 2017 | 2018 | 2019 | 2020 | 2021 |      |      |
| ↘529 | ↘499 | ↗503 | ↘477 | ↘432 |      |      |

## Состав сельского поселения
| №  | Населённый пункт | Тип населённого пункта       | Население |
| -- | ---------------- | ---------------------------- | --------- |
| 1  | Бобылевка        | деревня                      | ↘56       |
| 2  | Брысина          | деревня                      | ↘35       |
| 3  | Бупел            | село                         | ↘20       |
| 4  | Журавлевка       | деревня                      | ↘0        |
| 5  | Капустино        | село                         | ↘5        |
| 6  | Кожановка        | деревня                      | ↘3        |
| 7  | Куренка          | деревня                      | ↘10       |
| 8  | Луговое          | село                         | ↘176      |
| 9  | Медвежье         | деревня                      | ↘1        |
| 10 | Мокроусово       | деревня                      | ↘11       |
| 11 | Мухино           | село                         | ↘30       |
| 12 | Переступлено     | деревня                      | ↘81       |
| 13 | Петровское       | село                         | ↘103      |
| 14 | Поды             | село, административный центр | ↘136      |
| 15 | Правая Липа      | посёлок                      | ↘28       |
| 16 | Сафроновка       | деревня                      | ↘48       |